# Coronel (Chile)
Coronel es una comuna de la zona sur de Chile, perteneciente a la provincia de Concepción, Región del Biobío, ubicada exactamente en el Centro Geográfico de Chile Continental a 30 km al sur del centro de la capital regional, Concepción, conformando junto a la comuna de Lota, el extremo sur del área metropolitana del Gran Concepción. La superficie total de la comuna es de 279 km², siendo 99 km² superficie urbana y 180 km² rural. 
El territorio de la comuna limita al norte con las comunas de San Pedro de la Paz, Chiguayante y Hualqui; al sur con las comunas de Lota y Santa Juana; al este con la comuna de Hualqui, y al oeste con el océano Pacífico.
La isla Santa María forma parte de la comuna, que es representada en ella por un delegado municipal.

## Toponimia
No está claro por qué la ciudad de Coronel se llama así. Existen tres teorías acerca de su origen:
- Que un cacique de la zona, tras una batalla con conquistadores españoles, habría adquirido indumentarias propias de un coronel, por lo que se le empezó a conocer con ese apelativo y, de ahí, a la zona que regentaba.
- En los primeros años de la conquista, un coronel llamado Miguel Campos de Silva vivió en la región circundante.
- El nombre fuese dado por el gobernador Oñez de Loyola en honor a un misionero de apellido Coronel, muerto durante una batalla.

Como fuese, el primer registro del nombre se da en un contrato de arrendamiento celebrado en 1849 entre Francisco Mora y Jorge Rojas, en el sector conocido hasta entonces como Puchoco.

## Historia

### Época precolombina
La zona geográfica actualmente delimitada como Coronel poseía tierras arenosas, llanuras con ciénagas cercadas por redes montañosas, y una vegetación y bosques que la cubrían hasta llegar muy cerca de la costa; todas características propias de la hoy llamada provincia de Arauco.
Como todo territorio al sur del río Biobío, esta zona se encontraba poblada por mapuches. Los indígenas costeros tenían una estrecha relación con el mar, logrando manejar técnicas de navegación que aprovecharon terrenos lacustres, posiblemente pudiendo realizar expediciones a la isla Santa María. Dentro de su dieta se reconocen una gran variedad de productos marinos, tanto algas como moluscos.
Es probable que, previo a la llegada de los españoles, viviera en esta región la mitad de la población mapuche, concentrada en la zona guerrera llamada Butalmapu de la costa. Lo anterior debido a la riqueza que ofrecía la tierra, rescatada por la descripción que hacen los españoles de esta zona. Además, la densidad de tribus estaba equitativamente repartida en las faldas occidental y oriental de la cordillera de Nahuelbuta.
Este Butanmapu estaba compuesto por seis aillaregues distribuidos por la costa, desde la ribera sur del Biobío hasta la ribera norte del río Toltén. La zona desde el Biobío hasta la actual Arauco correspondía al Aillarehue de Marihueñu, el más extenso de todos, donde convivían alrededor de doce tribus, ocupando cada una un valle o explanada. De acuerdo a la toponimia actual, y basados en un lejano término indígena, la costa e interior de la bahía de Coronel correspondería a la tribu (o levo) de Pailahuenu.
Los terrenos ofrecía grandes extensiones para la cría de los animales y abundante agua para la subsistencia humana. Grandes bosques debieron guarecer esta costa.

### Época colonial
A la llegada de los españoles, estos denominaron «Arauco» a todo el territorio costero al sur del río, y a sus pobladores, los mapuches, «araucanos». Esta región fue la primera en ser reconocida y explorada por los conquistadores, debido a su alta densidad de población, que podrían utilizar en las faenas para el lavado de oro.

### SigloXIXysigloXX

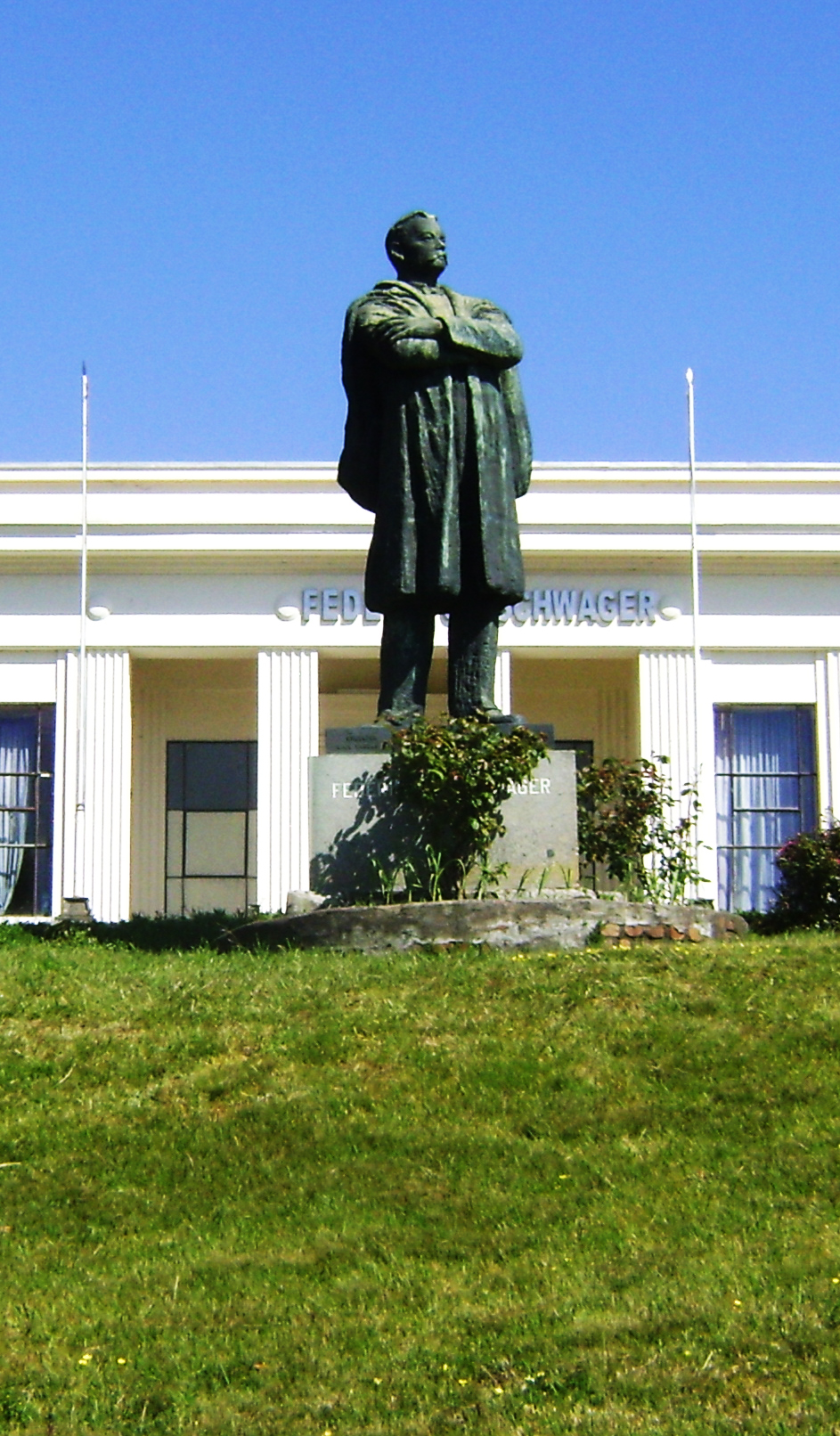
Estatua de Federico Schwager, importante empresario chileno, uno de los principales impulsores de la industria carbonífera de Coronel.

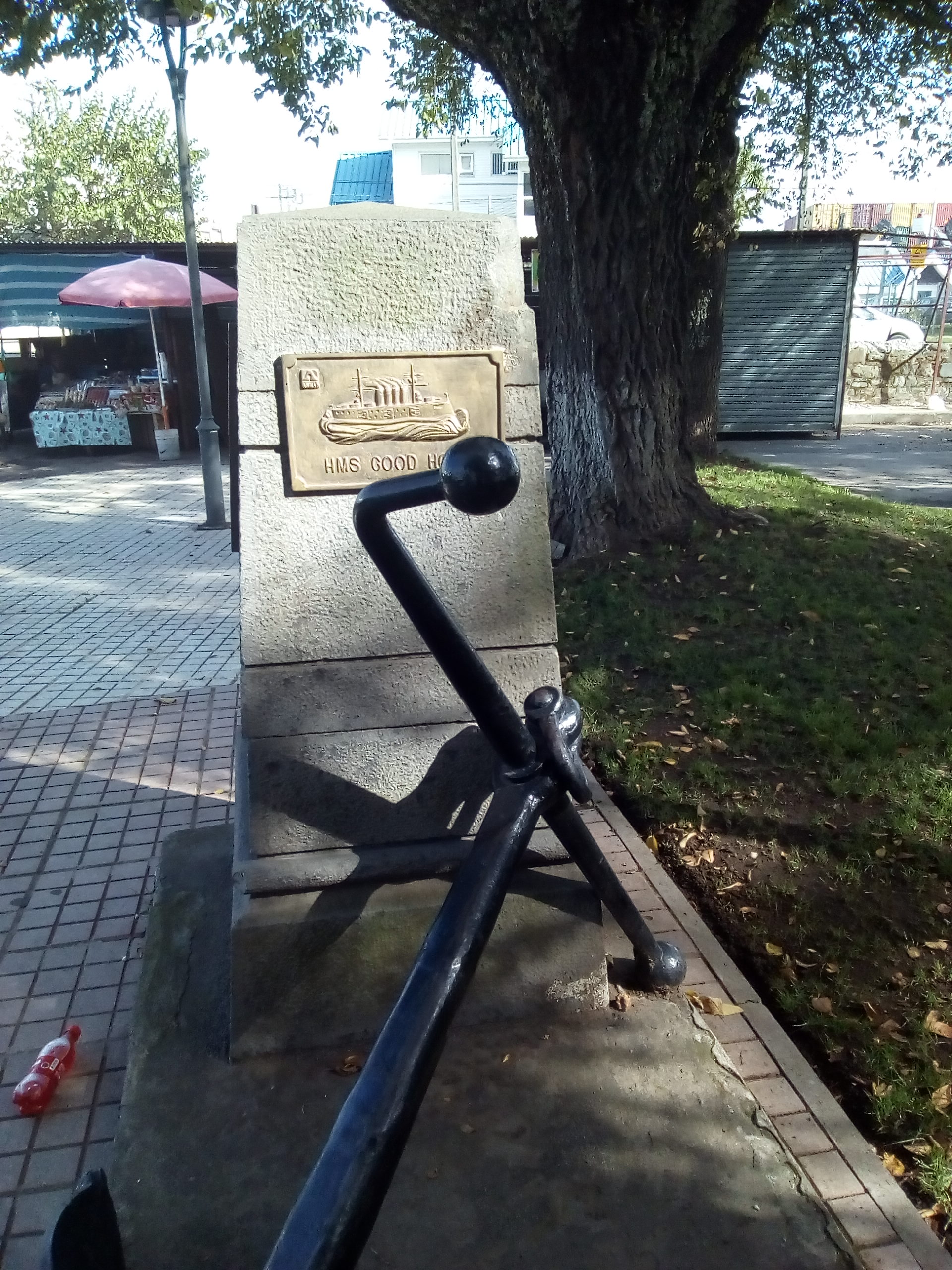
Monumento conmemorativo de la Batalla de Coronel entre ingleses y alemanes en la I Guerra Mundial

Coronel como comuna recién surge a mediados del Siglo XIX, cuando Jorge Rojas Miranda arrienda estas tierras el 30 de agosto de 1849, existe copia de ese contrato y firma como arrendador don Francisco de Paula Mora.
Dos años antes, en 1847, don Jorge Rojas Miranda encontró el yacimiento de carbón de Schwager, y la ciudad se desarrolló en torno a la explotación de este mineral.
El 5 de enero de 1875 se concede mandato de ciudad al puerto de Coronel.
Junto a Lota, Coronel se desarrolló como una ciudad pionera en la industria del carbón en Chile. El empresario Federico Schwager formó una comunidad de mineros, también conocida como la Cuenca del Carbón.
Gran parte de las minas se encontraban en el sector ahora llamado Schwager. Las Instalaciones Carboníferas que existieron fueron: Chiflones 1, 2, 3, 4, Pique Santa María, y el Pique Arenas Blancas, este último fue la última mina cerrada, producto de una explosión de gas grisú en la cual murieron 21 mineros. Es la mina más profunda de Sudamérica, con 1000 metros de profundidad.[cita requerida]
En 1877, es autorizado don Federico Schwager para que conecte sus piques de Boca Maule y Buen Retiro con el Puerto de Coronel por medio de una red ferroviaria, construyéndose así una inédita obra de ingeniería para la época en la ciudad. El tendido pasaba por el túnel del Pillo bajo los cerros del cementerio (de 350m aprox.) para luego llegar al muelle de la bahía de Coronel por medio de un puente que atravesaba el centro de la ciudad a una altura de unos 7 metros a través de la calle Serrano.
El 1 de noviembre de 1914, se libró frente a la bahía de esta ciudad, la batalla de Coronel, entre buques británicos y alemanes, violando la neutralidad chilena en la Primera Guerra Mundial.
Desde 1927 hasta 1976, fue cabecera del departamento de Coronel, que comprendía las comunas y subdelegaciones de Coronel, Lota, Santa Juana, Arauco y Curanilahue, incluida la actual comuna de San Pedro de la Paz. En 1974, se redujo el límite norte de Coronel con Concepción desde el río Biobío hasta el sector La Posada.[cita requerida]
En 1995, Coronel pasó a limitar con la nueva comuna de San Pedro de la Paz, con la cual hoy mantiene linde divisorio.
En 1943 se inaugura el primer puente carretero que unió la comuna con Concepción, el ahora llamado Puente Viejo y en 1951 se comienza la pavimentación del camino a Laraquete.
Entre las décadas del 50 al 80 se construyen nuevas poblaciones en el norte de la comuna como: Camilo Olavarría, Villa Mora y Lagunillas con lo que se empieza un fuerte proceso de crecimiento urbano hacia el sector norte que continúa con la construcción de nuevos barrios, alrededor de los ya mencionados, hasta la actualidad.
En la década de 1990, las minas del carbón cerraron casi en su totalidad, produciendo un enorme desempleo. Millares de personas fueron perjudicadas y muchas de estas emigraron a otros lugares en busca de mejores posibilidades. Para aliviar esta depresión económica se construye el Puerto de Coronel, diversos parques industriales principalmente en la zona norte de la comuna y una doble calzada hacia Concepción.
|                                                     |
| Entrada al Chiflón de Puchoco, actual museo minero. |

|                                   |
| Cabrias del pique Arenas Blancas. |

|                         |
| Entrada al Chiflón n°4. |

### Incendios Forestales de 2023

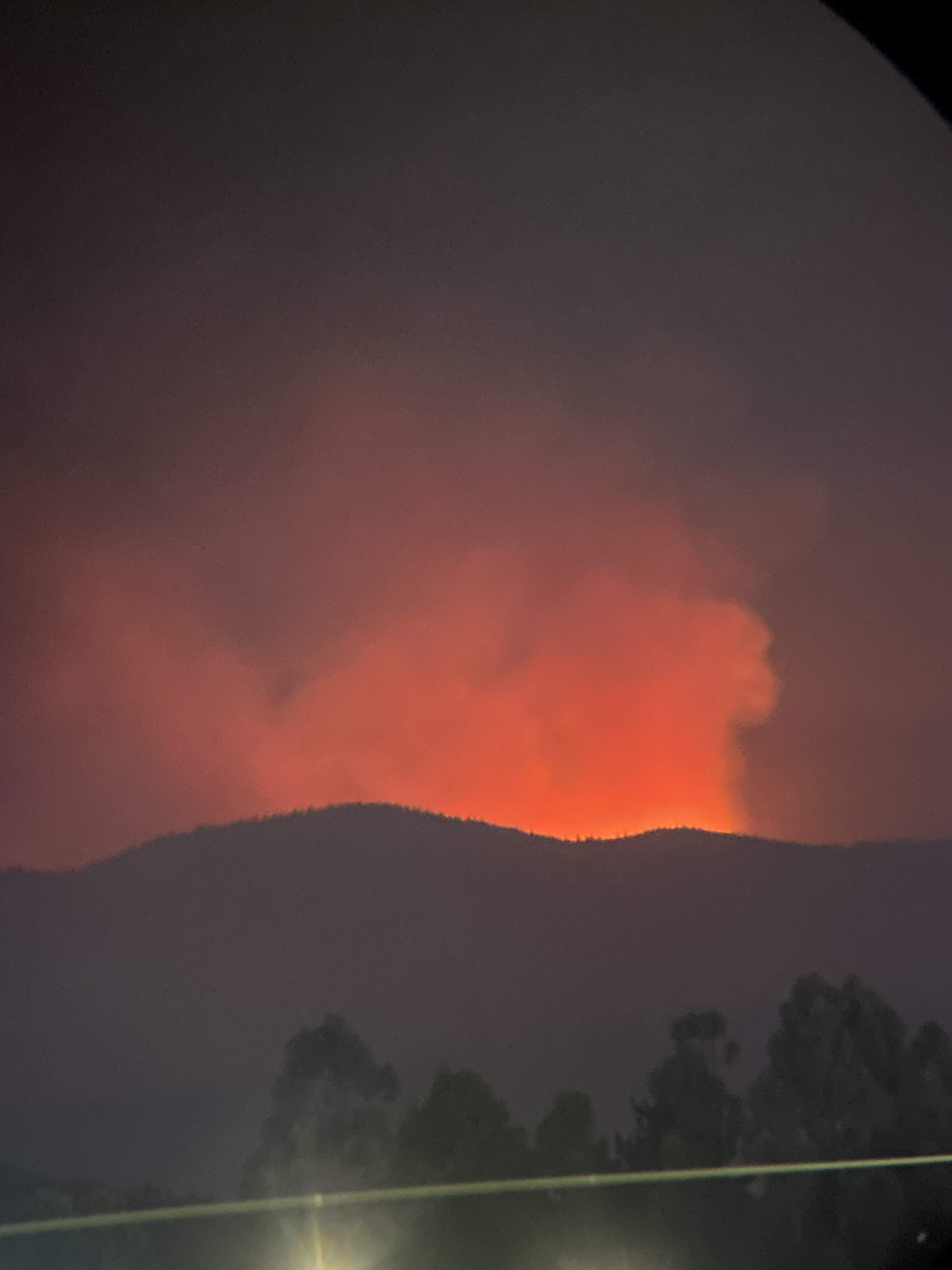
Incendio Forestal descontrolado a la Altura de Quetra

Los Incendios forestales de Santa Juana fue un evento, lo cual se le caracteriza como uno de los Incendios Forestales más grandes de Chile, quemando 74.000 hectáreas en total, igual pensando en las personas fallecidas y casas afectadas. El incendio, se había contenido y controlado, pero se reactivó quemando el 60% del sector rural de Coronel, hacia el noroeste. En total fueron entre 4,000 hectáreas o más. Los sectores a evacuar fueron Quetra, El Guayo, Los Cruceros, San José de Palco, Patagual, Mitrinhue y Altos de Mitrinhue.[cita requerida]
Muchas personas[¿quién?] dicen que el incendio fue intensional, se había visto unos días antes una camioneta gris en los sectores rurales de la Comuna. Días después se encontraron 60 bidones, los cuales pasaron un Test de acelerante y marco positivo, del cual se contenía alcohol gel. El Gobierno indicó que el incendio fue causado por la misma naturaleza, incluyendo el cambio climático como causante de los incendios.[cita requerida]

## Geografía

### Geomorfología

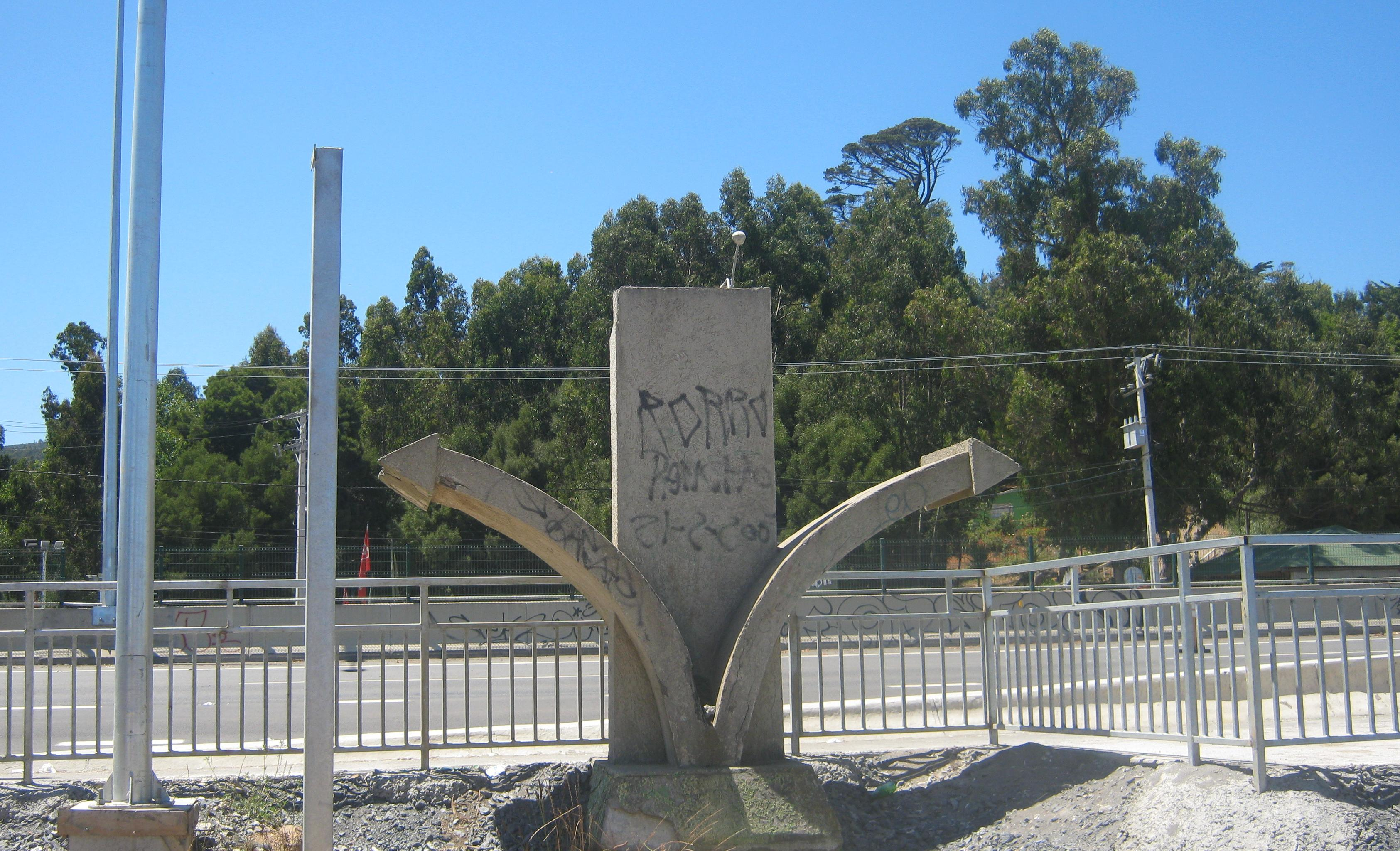
Monolito que marca la mitad de Chile continental, ubicado en Playa Blanca

Coronel se encuentra en el borde costero entre el océano Pacífico y la cordillera de la Costa, además posee el territorio insular de la isla Santa María. En el territorio continental, se encuentra emplazada en las unidades geomorfológicas de Planicie marina o fluviomarina, Llanos de sedimentación fluvial o aluvional y Cordillera de la costa.

### Clima

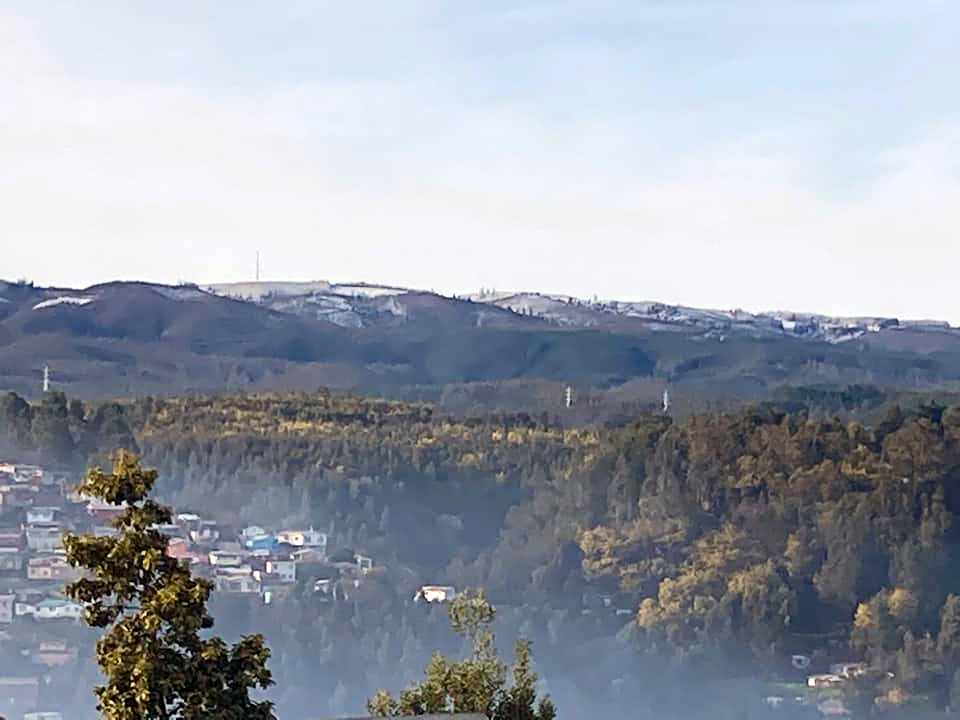
Cerros con algo de nieve, desde Lota.

La comuna de Coronel presenta según la clasificación climática de Köppen clima mediterráneo de lluvia invernal (Csb) y clima mediterráneo de lluvia invernal e influencia costera (Csb (i)), lo que implica que la temperatura es regulada por la proximidad al océano Pacífico. 
En verano, Coronel puede llegar alcanzar normalmente los 26° de máxima, pero puede llegar entre 15° en la noche, o rara vez cercanos a 0°
En invierno, la temperatura normalmente es de 10° a 12°, con mínimas de 7°. Si es que el tiempo lo permite, se puede apreciar y contemplar la caída de aguanieve en los cerros sobre los 550 m s. n. m. de la comuna, por la cercanía a la cordillera de Nahuelbuta y los fríos extremos que este a veces trae a la zona. Pero normalmente, esto es muy inusual, debido a la cercanía de la costa.

### Hidrografía
La comuna se halla entre las cuencas hidrográficas de Costeras e Islas entre el río Biobío y el río Carampangue.
Gran parte de la zona urbana se encuentra en un terreno llano, siendo ésta la parte norte del territorio; en la zona sur (Coronel Centro) la población se ubica entre cerros. Dentro de la comuna se encuentran 2 lagunas: Quiñenco y La Posada, además del Humedal Boca Maule y los esteros La Posada, Lagunillas, Maule y Manco. En la zona este de la comuna, entre los cerros y valles cercanos al río Biobío se encuentran zonas rurales.
La Isla Santa María está ubicada en el Golfo de Arauco frente a la comuna de Coronel, a unos 32 km de la costa. Es alta y escabrosa, con altos arrecifes, de superficie más o menos plana y poco arbolada, con pastos y aguadas. Su población es de aproximadamente 125.000 habitantes.
Al sur de la ciudad, en el límite con la comuna de Lota, se encuentra la Playa Blanca, balneario de arena blanca con dos kilómetros de longitud ubicado en el límite con la comuna de Lota. Esta dispone de casinos gastronómicos, áreas de servicios, y coincide con el lugar físico donde se ubica el centro geográfico de Chile Continental.
|                  |
| Laguna Quiñenco. |

|                   |
| Laguna la Posada. |

|                     |
| Humedal Boca Maule. |

## Medio ambiente

Trazado simplificado de los ecosistemas y cuerpos de agua presentes en la comuna de Coronel.

### Componentes bióticos
Dentro del territorio de la comuna se pueden hallar los siguientes ecosistemas:
- Bosque caducifolio mediterráneo costero donde predominan Nothofagus obliqua y Gomortega keule (En peligro crítico)
- Bosque caducifolio mediterráneo interior donde predominan Nothofagus obliqua y Cryptocarya alba (En peligro crítico)
- Bosque esclerófilo mediterráneo costero donde predominan Lithrea caustica y Azara integrifolia (En peligro crítico)

### Medidas de protección ambiental y conflictos socioambientales
Hasta 2022, la comuna de Coronel cuenta con las siguientes zonas que cuentan con algún nivel de protección ambiental:
- Altos de Escuadrón (Sitios ERB)[19]
- Humedal Boca Maule (Humedal urbano)[20]
- Humedal Escuadrón-Laguna Quiñenco (Humedal urbano)[21]
- Humedal Paso Seco Sur (Humedal urbano)[22]
- Humedales Sistema Lacustre Intercomunal Concepción (Sitios ERB)[23]
- Parque Jorge Alessandri / Fundo Escuadrón (Iniciativa de Conservación Privada)[24]

## Administración

### Municipalidad
La Municipalidad de Coronel es dirigida para el período 2024-2028 por el alcalde Boris Chamorro (PS) quien trabaja junto a un concejo municipal normativo y fiscalizador. Los concejales son:
Valeska Carrillo Conejeros (PCCh)
Daniel Rosales Salgado (UDI)
Selin Nur Carrasco (Ind-PSC)
Luis Lepez Gallegos (FREVS)
David Rivas Tiznado (RN)
René Carvajal Zúñiga (Ind-PR)
Bryan Arellano Rojas (PS)
Manuel Pino Contreras (REP)

## Economía
Con el fin de la era del carbón en Coronel se potenció la industrialización de la zona con el desarrollo del parque industrial de Coronel, al norte de la comuna, y el puerto, en la zona sur. El parque industrial de la zona norte está limitado por el sector La Posada, al sur por el estero La Posada, al oeste por el océano Pacífico y al este por la ruta 160; esta zona se divide de norte a sur en: el parque industrial Escuadrón II, el parque industrial Escuadrón I y el parque industrial Coronel. La zona industrial del puerto de la comuna se extiende desde el sector Puchoco hasta el sector Playa Negra, ocupando el borde costero de la bahía de Coronel, principalmente con galpones y pesqueras; recientemente Puerto de Coronel ha iniciado la construcción de un nuevo parque industrial en el sector fundo Manco, este cuenta con una chipeadora, una futura cementera y la central termoeléctrica Santa María, que se suma la centrales Bocamina I y II del sector Lo Rojas.
En 2018, la cantidad de empresas registradas en Coronel fue de 1.556. El Índice de Complejidad Económica (ECI) en el mismo año fue de 0,47, mientras que las actividades económicas con mayor índice de Ventaja Comparativa Revelada (RCA) fueron Actividad Pesquera de Barcos Factorias (273,84), Venta al por Mayor de Combustibles Sólidos (59,52) y Explotación de Viveros de Especies Forestales (57,83).
|                   |
| Puerto de Coronel |

|                            |
| Termoeléctrica Bocamina II |

## Salud
La comuna cuenta con los consultorios municipalizados Cesfam Carlos Pinto, Cesfam Lagunillas, Cesfam Yobilo, Posta de Salud Rural Patagual, Posta de Salud Rural Puerto Sur y Posta Isla Sta. María (al norte de la isla), además del Hospital de Coronel.

## Cultura y sociedad

### Patrimonio y monumentos
- Hito a Galvarino

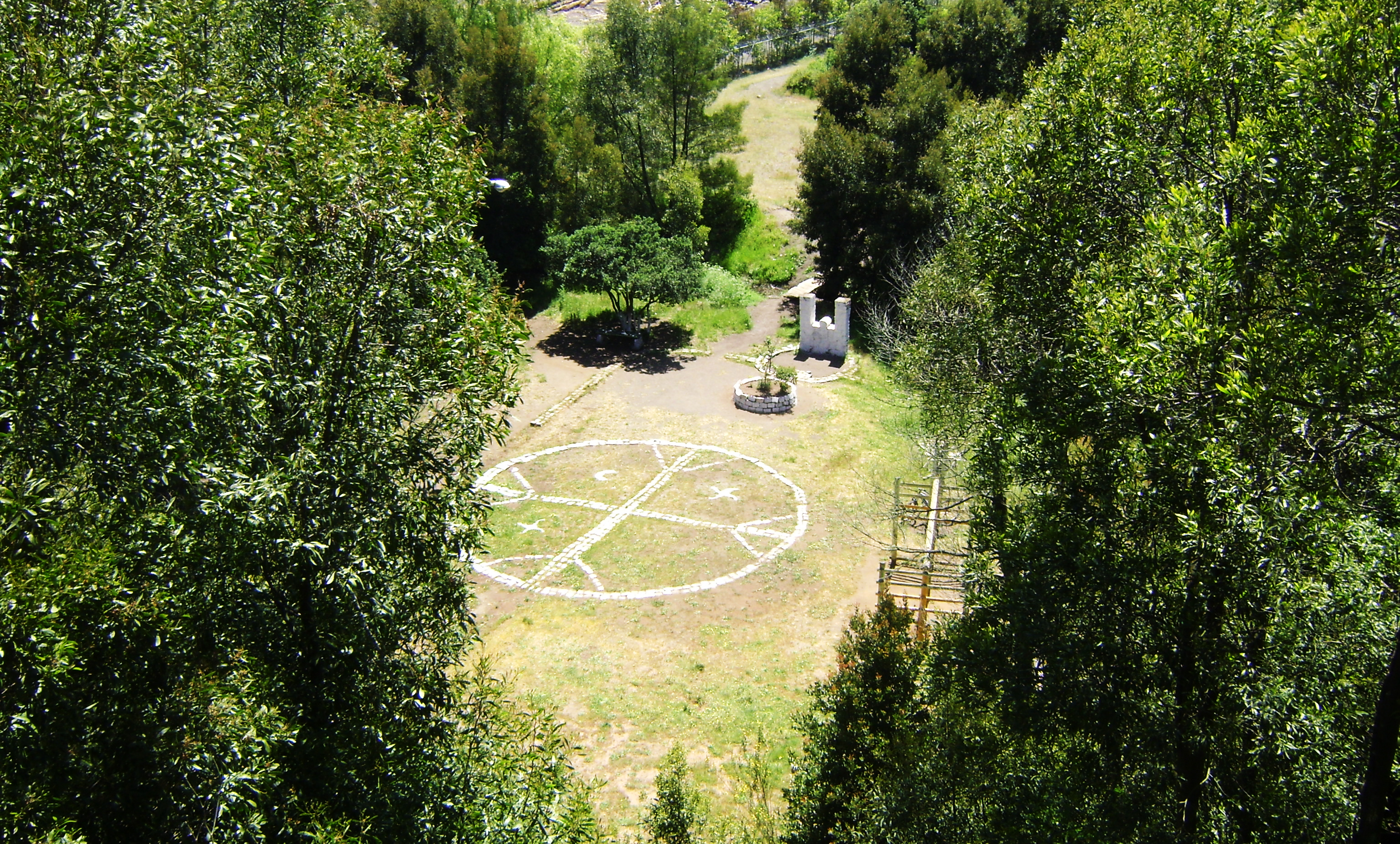
Hito a Galvarino

Es un lugar histórico en donde, relata Alonso de Ercilla y Zúñiga, le fueron amputadas ambas manos a Galvarino. El autor menciona un sector llamado en ese entonces Lagunillas, donde le fueron amputadas las manos.
El sector de Puchoco, declarado Zona Típica por el Consejo de Monumentos Nacionales en 2010, ubicado en el sector de Schwager, se encuentran las ruinas del antiguo gimnasio y el Chiflón Puchoco, ahora convertido en el Museo Minero, además de la Iglesia de Jesús Obrero, de estilo ecléctico. Más al norte se encuentra el sector de Maule, donde se puede apreciar arquitectura de estilo inglés.

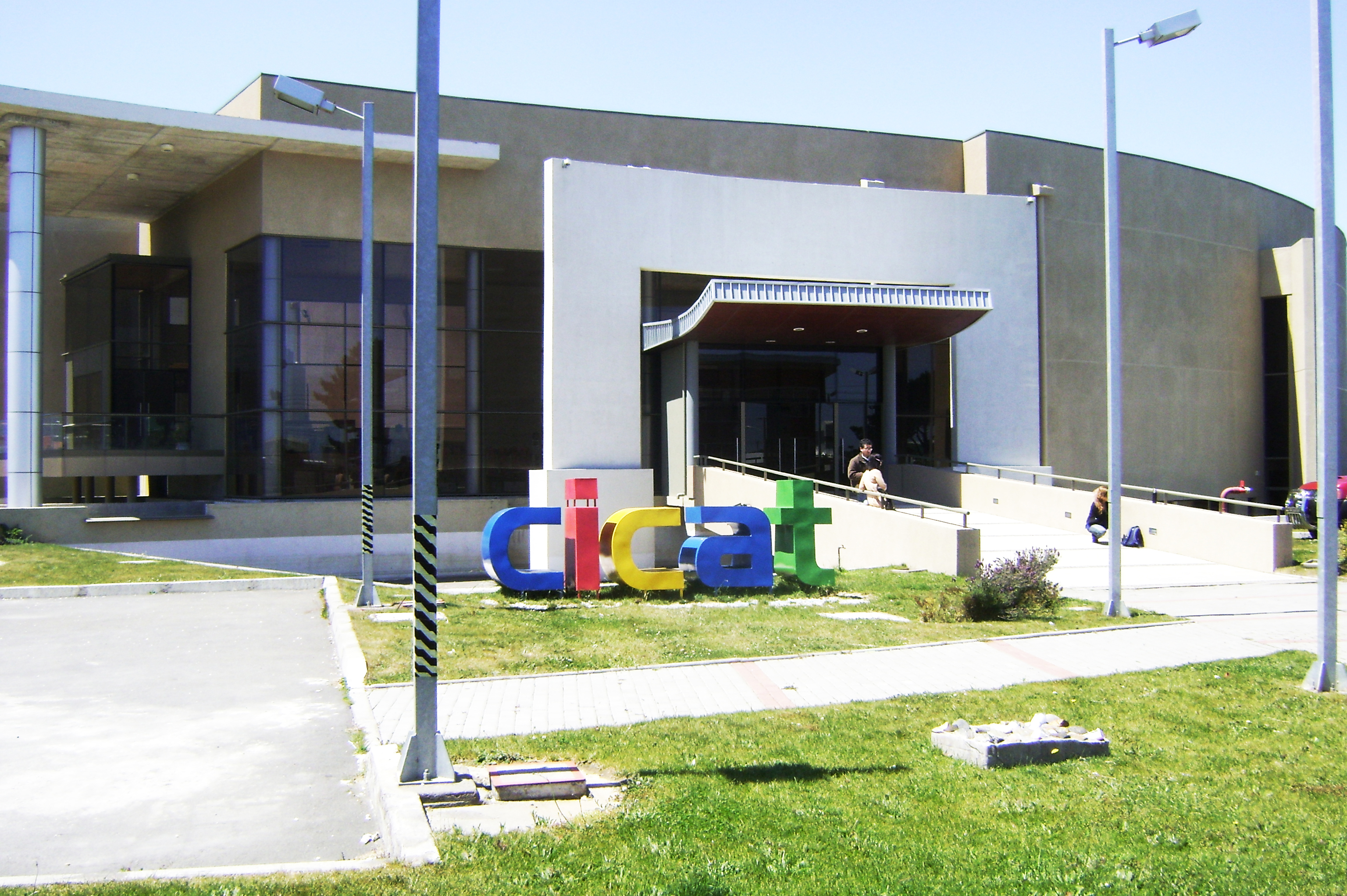
Cicat

La Torre Plaza 21 de Mayo es un símbolo de la ciudad y nació como homenaje a la gesta de la Armada de Chile en la Guerra del Pacífico. Fue donada por el gobierno británico y levantada el año 1879, justificada por ser Coronel el vínculo económico entre estos dos países.
La Casa de los Huéspedes es una vivienda que fue propiedad de Federico Schwager ubicada en la parte alta de su yacimiento en Maule. Esta construcción es la única en pie de uno de los principales industriales del carbón. Antecedentes sitúan su construcción en 1870, pero su actual arquitectura es de 1933, año de su remodelación.
Conocida como la casa de Huéspedes, se emplaza en 7 hectáreas, con una superficie aproximada de 1500 m², que incluyen: salón de lectura, sala de billar, galería de las camelias, galería principal, hall central, salón principal, comedor principal, 10 dormitorios, 11 baños, 12 chimeneas, cocina, área de servicio, patio de servicio, un subterráneo para la caldera y otras dependencias menores.
En 1960, en el sector Maule de Coronel, se construyeron 30 viviendas que hoy se consideran de valor patrimonial para el país. Estas fueron dañadas el 2010 por el terremoto que afectó a la zona, pero se destinó un subsidio para que pudiesen ser reparadas, habiendo para mayo de 2012 un 65 % de niveles de avance en dichas reparaciones.

### Museos y parques

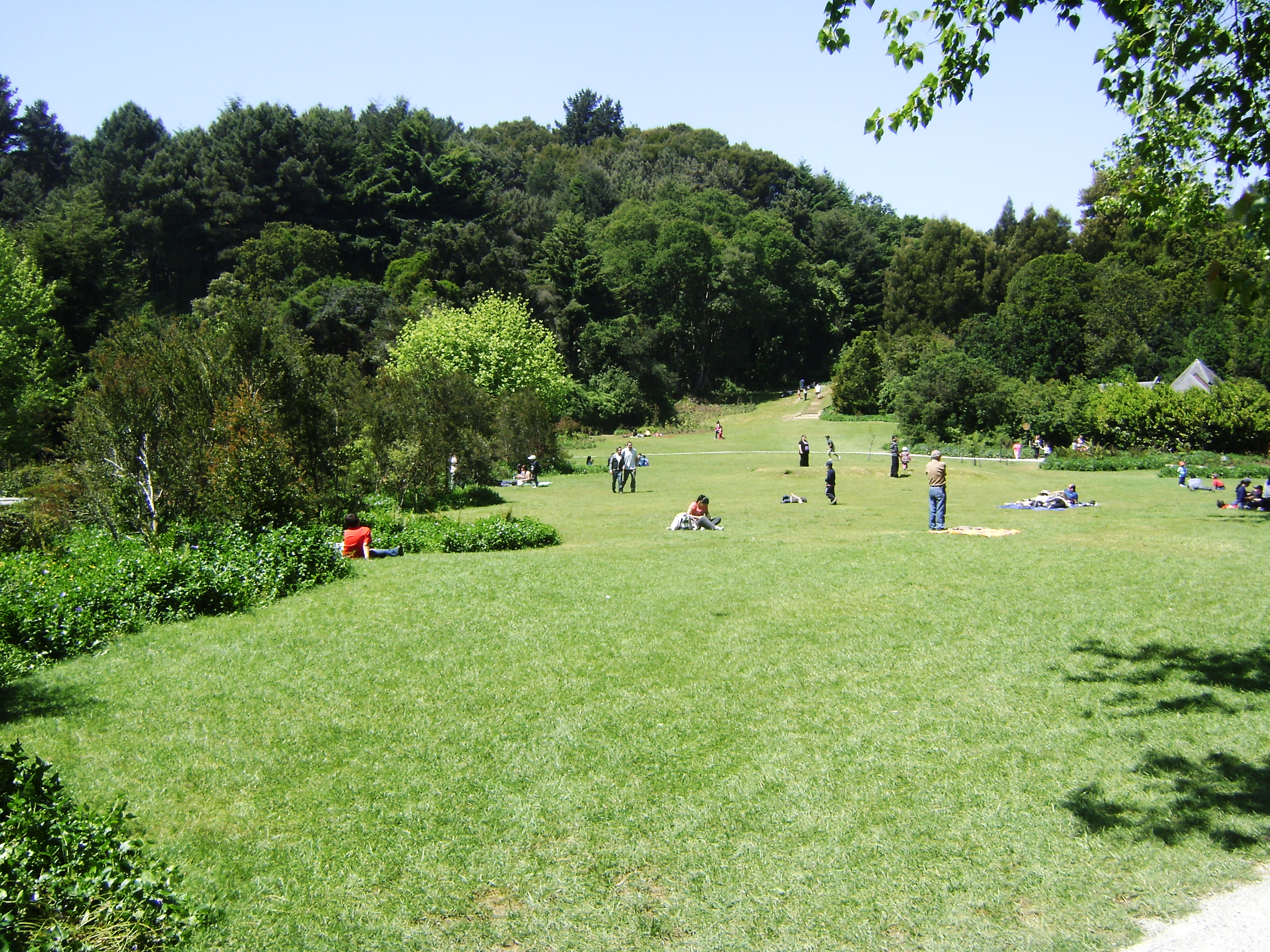
Parque Alessandri.

El Centro Interactivo de Ciencias, Artes y Tecnología, más conocido por su acrónimo CiCAT, es un museo interactivo de la Universidad de Concepción, segundo en su tipo a nivel nacional. Cuenta con exposiciones de ciencias y artes, temporales y permanentes, además de talleres interactivos.
Junto a la Ruta 160 se encuentra el Parque Educativo Jorge Alessandri, fundado en el año 1993, que cuenta con una gran variedad de flora y fauna nativa, exposiciones, además de poseer un bosque nativo de tipo valdiviano a pocos kilómetros al cual se realizan tours regularmente. Es de acceso gratuito y funciona de martes a domingo.

## Transporte

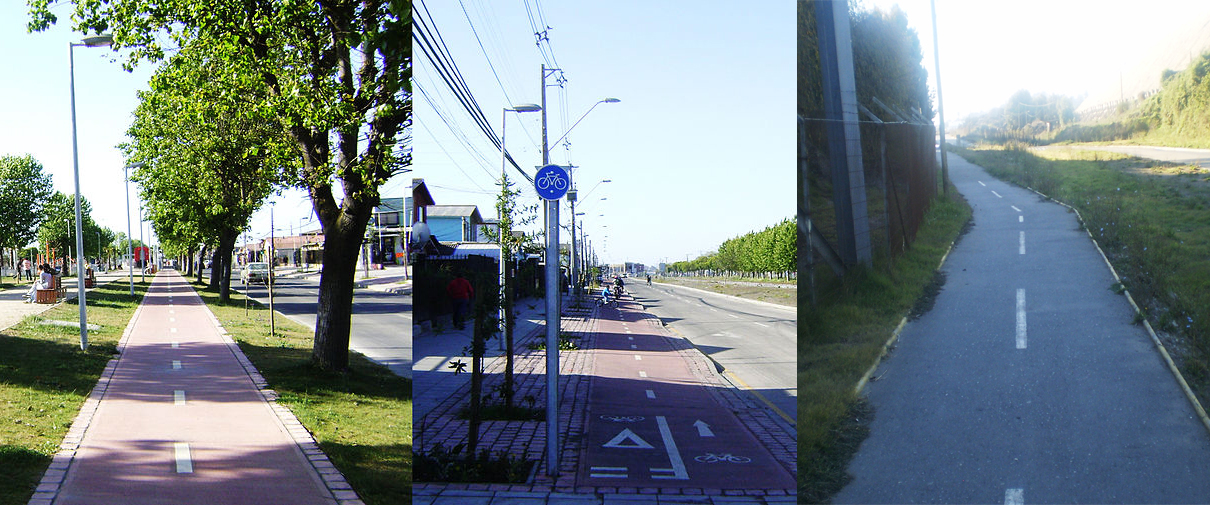
Ciclovías Juan Antonio Ríos/Los Robles/Costanera Schwager

### Transporte interurbano
Existen 3 accesos principales vía terrestre a la comuna:
1. Por el norte, por la ruta 160, desde la comuna de San Pedro de la Paz.
2. Por el sur, se accede por la ruta 160, desde la comuna de Lota.
3. Por el este, por la ruta O-852, que conecta con la ruta de la madera hacia Santa Juana.

Existen servicios de transporte rural que realizan un recorrido troncal transitando mayoritariamente por calle Manuel Montt y su corredor de transporte público, conectando Coronel con las comunas de Lota, San Pedro y Concepción, a través de las líneas: 302 Sotral S.A, 304 Expresos del Carbón S.A, 300 Los Alces S.A, 301 Translota S.A, 305 Nueva Ruta 160 S.A y 303 Transportes Playa Blanca S.A. También existe un recorrido rural que circula por el centro de Coronel hacia Santa Juana. La línea de buses Nueva Takora posee dos recorridos desde el sector de Lagunillas hasta Colcura (Lota), uno directo y otro que pasa por el este de la población Bernardo O'Higgins. El transporte interprovincial hacia Santiago transita por el eje Manuel Montt, a diferencia de los buses que van a la provincia de Arauco que circulan por el baipás sin ingresar al área urbana de la comuna.
En cuanto al servicio para pasajeros existe un tren de cercanías (Biotrén) que opera en hora punta mañana y hora punta tarde a través de la Línea 2 del Biotrén, con 6 estaciones en la comuna: Hito Galvarino, Los Canelos, Huinca, Laguna Quiñenco, Cristo Redentor e Intermodal de Coronel. El transporte ferroviario de carga se realiza mayoritariamente del puerto de Coronel y de la Celulosa Los Horcones, en Arauco.

### Transporte interno
Para atravesar la comuna existen 2 alternativas viales, una por dentro del radio urbano, por calle Manuel Montt (que junto a Juan Antonio Ríos y su prolongación, forma un par vial) y por otro lado se encuentra un baipás, que permite pasar a través de la comuna sin transitar por la zona urbana.
- Taxis: Existen taxis en Coronel que transportan a diversas poblaciones desde el centro de la comuna, algunos trayectos son: Camilo Olavarría-Hospital, Cerro Corcovado-Hospital, Lagunillas-Hospital, Yobilo-Hospital, Schwager-Hospital.

- Ciclovías: Hay 3 ciclovías en la comuna (totalizando aproximadamente 6,8 km):[40][41]

1. Costanera Schwager, entre calle Arenas Blancas y calle Miguel de Cervantes (aprox. 1,5 km).
2. Por el costado oeste de calle Juan Antonio Ríos, desde el paso nivel de acceso a Camilo Olavarría hasta calle Cerro San Francisco, prolongándose hacia el norte por el camino a Concepción hasta el enlace al By-Pass (aprox. 3,1 km).
3. Por el costado este de calle Manuel Montt entre calle Los Chiflones y Cerro San Francisco (aprox. 1,9 km). Desde calle Los Maquis hasta Cerro San Francisco el trazado se desarrolla por el parque Alfredo Salgado.

## Deportes

### Atletismo y gimnasia

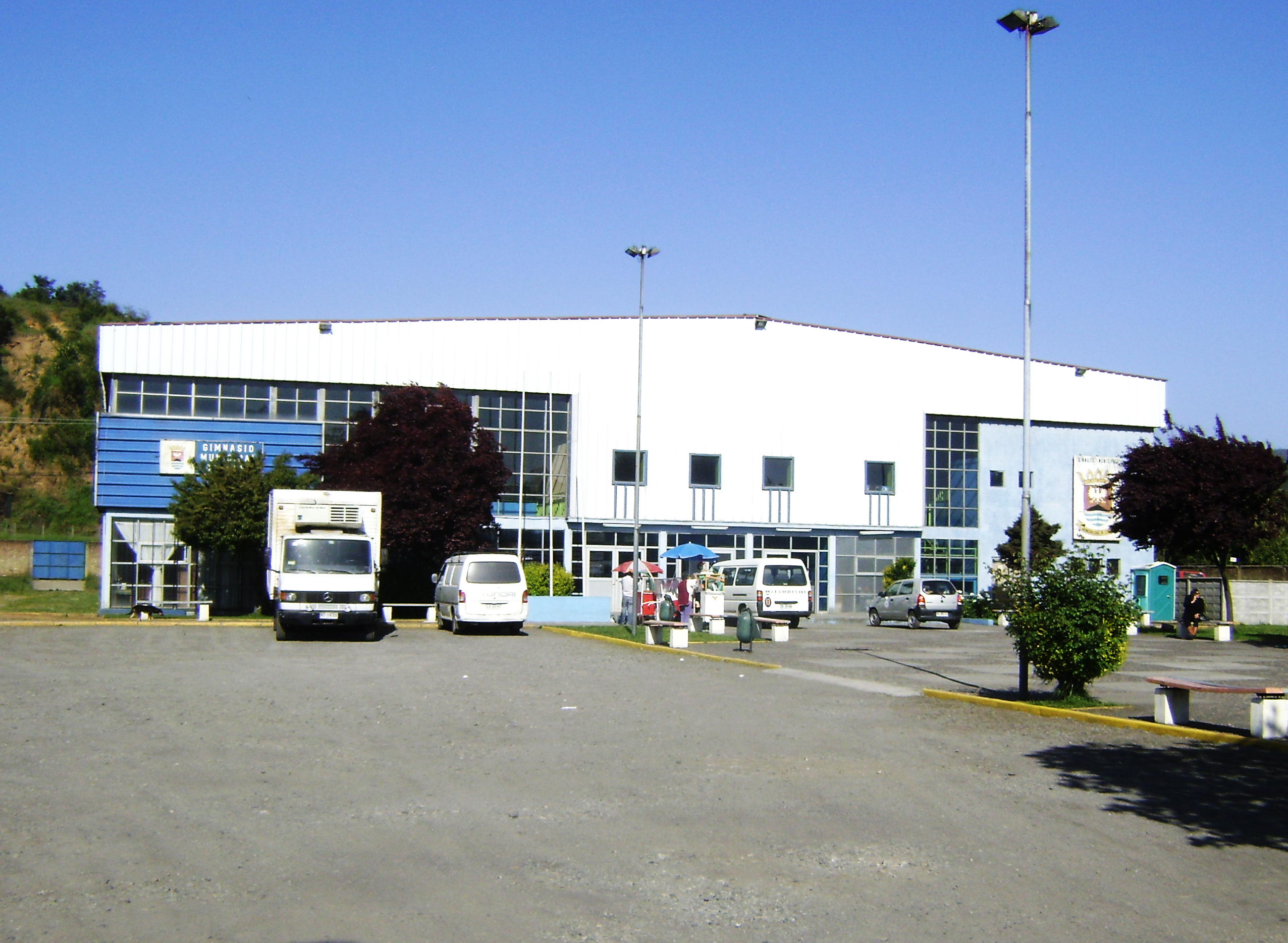
Gimnasio de Coronel.

Coronel cuenta con una infraestructura deportiva pública compuesta por un estadio, el Estadio Municipal Federico Schwager, 3 Gimnasios (Gimnasio Municipal, Gimnasio Liceo A-49 y Gimnasio Liceo Comercial B-43) y 50 multicanchas que se encuentran dentro del área urbana consolidada. A lo anterior se suman las instalaciones deportivas privadas tales como el Stadio Italiano, el Club de Campo la Posada y el Club de Campo Maule. Dentro de los dos primeros se realizan pruebas deportivas internacionales de manera periódica, entre los cuales se encuentran Abiertos de Golf y el Mundial de Tiro al Vuelo realizado en el año 2011.
Coronel posee destacados deportistas a nivel regional y nacional en ciclismo, atletismo, tenis y basquetball.

### Fútbol
En cuanto al fútbol, tradicionalmente el equipo que representa a esta comuna es el Club de Deportes Lota Schwager, fundado el 1 de enero de 1966, y que en las últimas décadas, ha estado deambulando por distintas divisiones del fútbol chileno. El 6 de septiembre de 2010 se fundó adicionalmente el equipo Deportes Coronel, que compitió por algunas temporadas, en el Campeonato de Tercera División B de Chile organizado por ANFA. Tanto Lota Schwager como Deportes Coronel ejercen de local en el Estadio Municipal Federico Schwager, el cual posee una capacidad total para 4000 asistentes, y una pista sintética para la práctica del atletismo.

### Rodeo
La medialuna del Club de Rodeo de Coronel, ubicada en el sector norte de la comuna, fundo Escuadrón, es un lugar de encuentro para los huasos, donde se celebran las tradiciones chilenas y el deporte nacional. En los alrededores de este club se celebra la fiesta huasa cada año para fiestas patrias.

## Medios de comunicación
- TV: Están los canales de televisión nacionales tales como Mega, Televisión Nacional de Chile, Canal 13, Chilevisión, La Red. Los canales de esta ciudad, Zonal, MasTV y Dinámica TV pueden ser vistos vía cable.

- Radio (medio de comunicación): Las estaciones radiales FM y En línea de Coronel son Catalina (Tropical - Latina) (89.1), Emotiva (92.1), Dinámica (Informativa) (100.7), Radio Zona Cero (En línea), Radio Isidora (Rock/Pop Anglo) (94.7). El resto se encuentran en Concepción y Lota, siendo captadas por las antenas de radio en los hogares de la zona. Es importante considerar que las emisoras Dinámica, Isidora y Catalina forman parte de un mismo Holding: Dinámica Comunicaciones.

- Telefonía: En cuanto a red fija se cuenta con el servicio entregado por las empresas Cable operadoras MundoPacífico, VTR, Entel y Movistar. La telefonía celular posee cobertura en toda la comuna.

## Localidades y sectores
De población mayoritariamente urbana, también cuenta con sectores rurales dentro de su territorio comunal, ubicados principalmente en el sector de la Ribera Sur del río Biobío, entre San Pedro de la Paz y Santa Juana.
Urbanos
| Norte hacia la Ruta 160 (Concepción, San Pedro de la Paz) | Norte hacia la Ruta 160 (Concepción, San Pedro de la Paz) | Norte hacia la Ruta 160 (Concepción, San Pedro de la Paz) |
| --------------------------------------------------------- | --------------------------------------------------------- | --------------------------------------------------------- |
|                                                           | ↑                                                         |                                                           |
| Escuadrón Sur                                             |                                                           |                                                           |
|                                                           | Villa La Posada                                           |                                                           |
| Población Lagunillas Norte                                | Villa Escuadrón Oriente                                   |                                                           |
|                                                           |                                                           |                                                           |
|                                                           |                                                           |                                                           |
|                                                           |                                                           |                                                           |
|                                                           |                                                           | Llacolem 1                                                |
| Cerro el Plomo                                            | Avenida Las Encinas                                       | Llacolem 2                                                |
| Población Jorge Alessandri                                | Población Lagunillas 3                                    | Villa Bicentenario (ByPass Ruta 160)                      |
| Población Jorge Alessandri                                |                                                           |                                                           |
| Población Jorge Alessandri                                |                                                           |                                                           |
| Calle Colcura                                             | Población Lagunillas 2                                    | Gabriela Mistral                                          |
|                                                           |                                                           |                                                           |
|                                                           |                                                           |                                                           |
| Huertos Familiares                                        | Población Lagunillas 1                                    |                                                           |
| Huertos Familiares                                        |                                                           |                                                           |
| Huertos Familiares                                        |                                                           |                                                           |
| Paso Seco                                                 | Paso Seco Sur                                             |                                                           |
| Población Camilo Olavarría                                | Población Salvador Allende                                |                                                           |
| Población Camilo Olavarría                                | Población Bernardo O'Higgins                              | Pablo Neruda I, II y II Villa Los Alcaldes La Peña        |
| Población Camilo Olavarría                                |                                                           |                                                           |
| Av. Arenas Blancas                                        | Av. Héroes de la Concepción                               |                                                           |
|                                                           |                                                           |                                                           |
| Federico Schwager                                         | Población Yobilo                                          |                                                           |
| Población Berta Acevedo                                   | Villa Mora                                                |                                                           |
| Cerro La Colonia                                          | Mártires del Cárbon                                       |                                                           |
| Cerro Obligado                                            | Cementerio                                                |                                                           |
| Lo Rojas                                                  |                                                           |                                                           |
| Pedro Aguirre Cerda                                       |                                                           |                                                           |
| Coronel Centro                                            | Cerro la Virgen                                           | Corcovado 2                                               |
|                                                           | Av. Lautaro                                               | Corcovado 1                                               |
| Población Laurie                                          | Sector Hospital                                           | Santa Elena                                               |
| Playas Negras                                             | Erratchou                                                 |                                                           |
|                                                           |                                                           |                                                           |
|                                                           |                                                           |                                                           |
|                                                           |                                                           |                                                           |
|                                                           | ↓                                                         |                                                           |
| Hacia el sur Ruta 160 (Lota)                              |                                                           |                                                           |

|                                     |
| Parque Alfredo Salgado, Lagunillas. |

|                                    |
| Paseo las olas, Puerto de Coronel. |

|                                           |
| Parque Cristo Redentor, Camilo Olavarría. |

|                                 |
| Plaza de Armas, Coronel Centro. |

Rurales

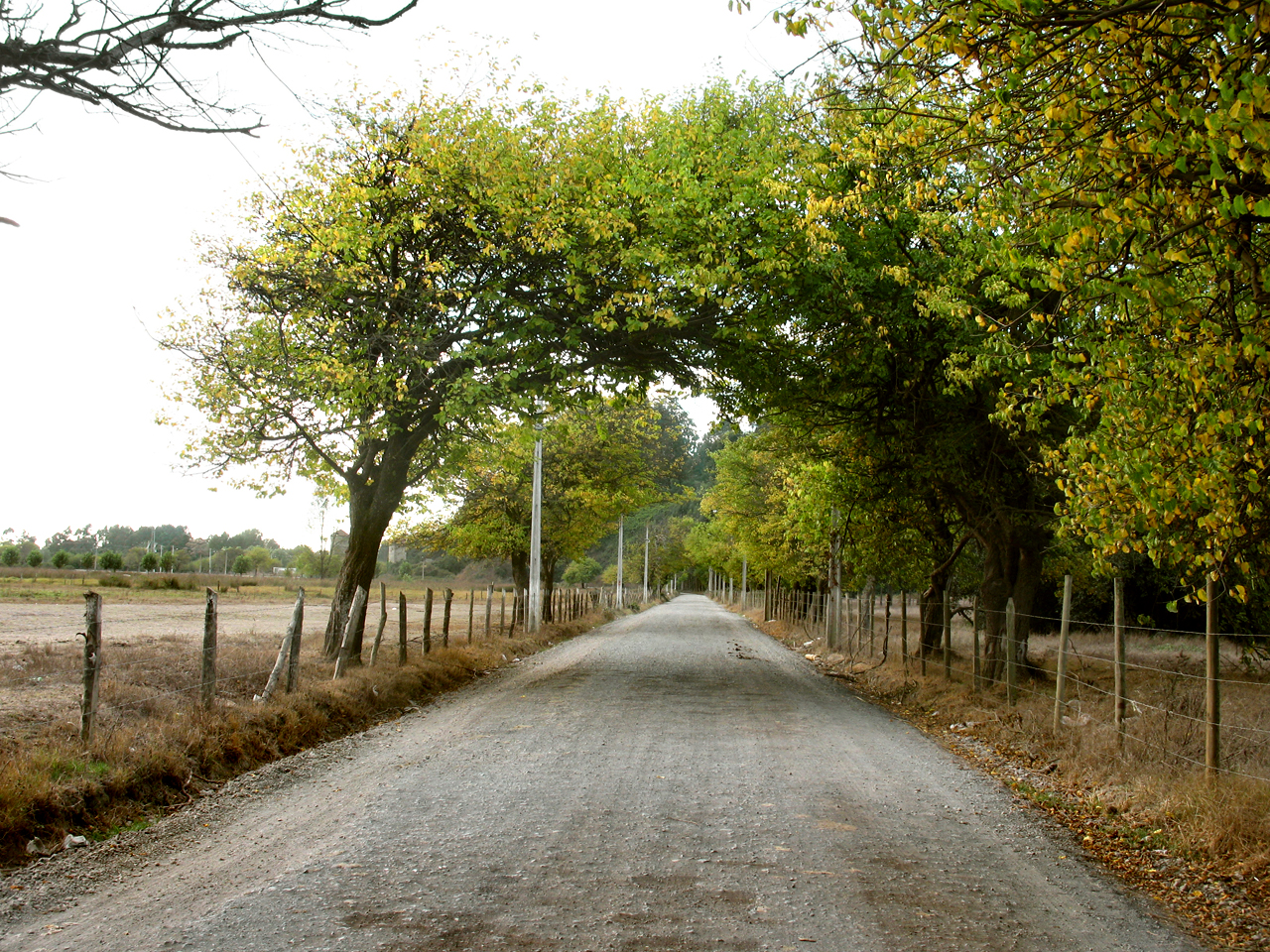
Acceso Norte a la localidad rural de Fundo Escuadrón.

- Isla Santa María (Bahía de Arauco).
- Patagual (camino a Santa Juana).
- Escuadrón (desde Lagunillas hasta el límite con San Pedro de la Paz).
- Palco-Mitrinhue (km 21 de la Ruta de la Madera).
- Calabozo (al este del sector Yobilo, junto a la ruta 160).
- Fundo Manco (al este del centro civíco, junto a la ruta 160).

## Ciudades Hermanas de Coronel
- Penco
- Lota
- Dichato
- Cobquecura
- Pichilemu
- Tongoy